# Rapsodia húngara n.º 6 (Liszt)
La Rapsodia húngara n.° 6, S.244/6 es la sexta obra de las 19 rapsodias húngaras compuestas por Franz Liszt . Esta obra fue dedicada al conde Antoine de Appony, usa la forma de lassan y friska como muchas otras de sus rapsodias. Esta pieza fue posteriormente arreglada para orquesta.

## Descripción
La pieza se divide en tres grandes apartados:
- Introducción (Tempo giusto - Presto )
- Lassan ( Andante )
- Friska ( Allegro )

La primera parte de la rapsodia es una introducción (Tempo giusto), donde la mano izquierda del intérprete toca una línea de bajo constante compuesta por los acordes en la escala de re bemol mayor. Debido a la superposición de la melodía sobre los compases, la pieza no suena como si estuviera en un ritmo de 2
4 . Esto se debe a que Liszt no inició el primer acorde de la pieza como un ritmo optimista, que es lo que muchos compositores han hecho para relacionarse con el compás de la pieza. La melodía de la primera parte es repetitiva, terminando con una larga cadenza utilizando principalmente las teclas negras. La segunda parte ( presto ) está en do sostenido mayor y tiene un ritmo animado, que desemboca en el lassan en si bemol menor . El lassan se toca lentamente, con un ritmo al estilo de improvisación, nuevamente terminando con una gran cadenza al final, que conduce secuencialmente al friska (Allegro) en si bemol mayor . La melodía está en semicorcheas lo que requiere que el intérprete domine rápido las octavas . La parte final de la pieza termina con escalas cromáticas en octavas que se mueven en movimiento contrario, lo que lleva a los acordes mayores en si bemol.

## Arreglo orquestal
Franz Liszt y Franz Doppler orquestaron esta pieza, con "S. 359/3" como número de obra. Se transpone a re mayor pero el "friska" permanece en si bemol mayor, clave en la que termina la pieza.  Aunque la orquestación se titula "Rapsodia húngara n.° 3", algunas ediciones la han cambiado para que coincida con la versión original.